# Tupuxuara
Il tupuxuara (gen. Tupuxuara) è un rettile volante estinto, appartenente agli pterosauri. Visse nel Cretaceo inferiore (circa 110 milioni di anni fa). I suoi resti sono stati ritrovati in Sudamerica e, forse, in Nordamerica.

## Descrizione
Questo pterosauro possedeva un aspetto piuttosto curioso, dato dalla strana forma del cranio. Questo era dotato di una notevole cresta, alta e sottile, che lo percorreva dalla punta del muso fino a sporgere oltre la parte posteriore. Questa cresta, negli esemplari maturi, era ancor più pronunciata posteriormente e doveva assomigliare a una versione ingrandita di quella presente sul cranio di Pteranodon. L'apertura alare del tupuxuara poteva superare i 5 metri, mentre il corpo raggiungeva i 2,5 metri e il solo cranio era lungo 90 centimetri.

## Classificazione
Il tupuxuara appartiene a un gruppo di pterosauri noto come Azhdarchoidea, che comprende la maggior parte dei rettili volanti più evoluti. Non è chiaro, però, se i suoi più stretti parenti fossero gli azdarchidi veri e propri (Azhdarchidae) o i tapejaridi (Tapejaridae), una famiglia di pterosauri aberranti. Si conoscono due specie di Tupuxuara: T. longicristatus e T. leonardii. Un animale simile a Tupuxuara è Thalassodromeus.

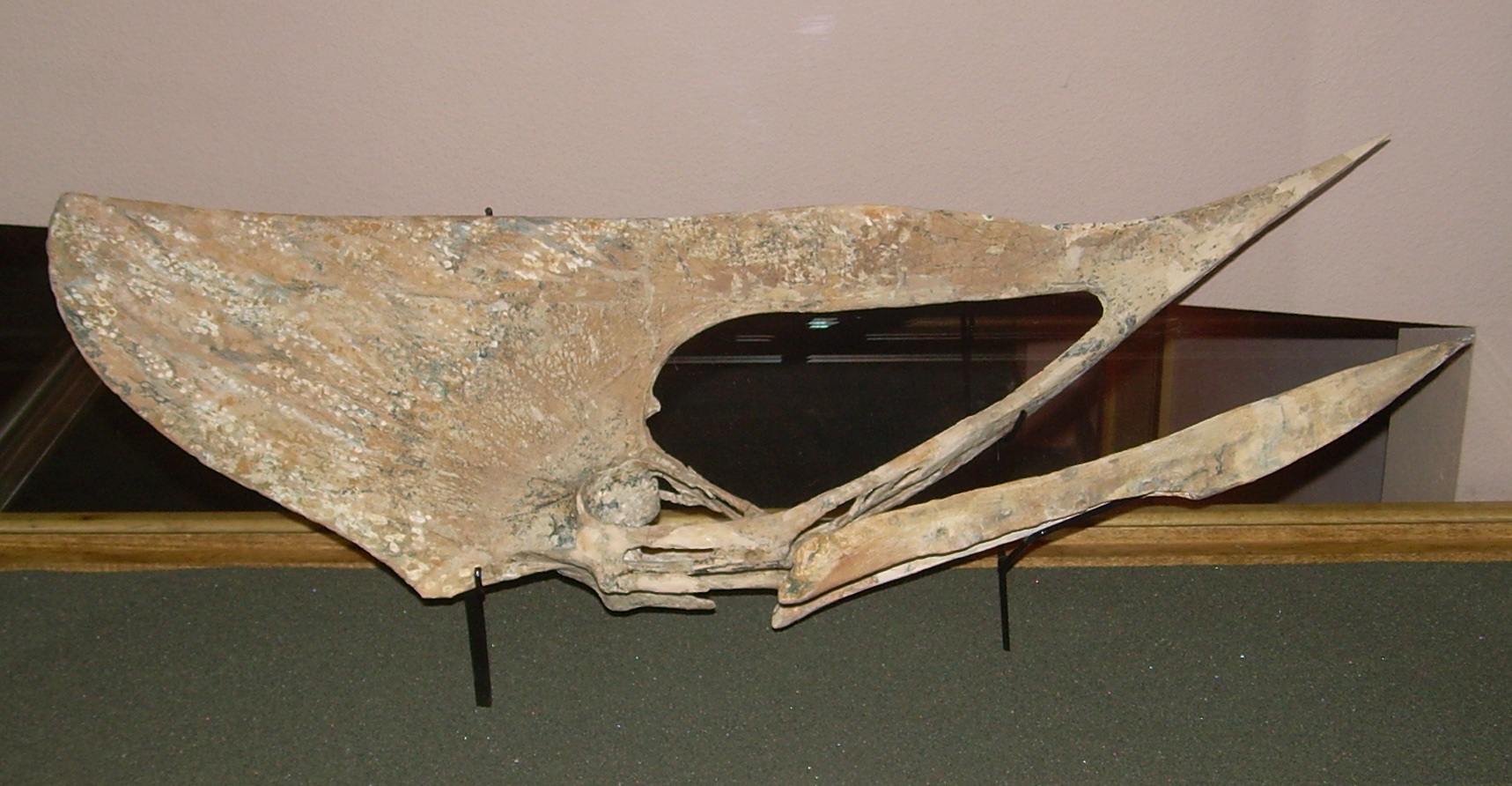
Cranio di Tupuxuara

## Stile di vita
È probabile che il tupuxuara fosse uno pterosauro pescatore, e che utilizzasse la sua strana cresta per direzionare meglio il suo volo, orientandola a seconda delle correnti e del vento. Alcuni esemplari (presumibilmente le femmine) erano dotati di creste più piccole, ed è possibile che queste strutture avessero una funzione di display intraspecifico, ed erano forse ricoperte da un tegumento dai colori vivaci. Resti fossili descritti nel 2006 e attribuiti a un esemplare giovane sono privi di cresta posteriore, e confermerebbero quindi l'ipotesi di una struttura utile come richiamo sessuale, che si sviluppava compiutamente in età adulta.